# Sahara (album)
Sahara – album studyjny amerykańskiego pianisty jazzowego McCoya Tynera, wydany po raz pierwszy w 1972 roku z numerem katalogowym MSP 9039 nakładem Milestone Records.

## Powstanie
Materiał na płytę został zarejestrowany w styczniu 1972 roku w studio nagraniowym firmy Decca w Nowym Jorku. Produkcją albumu zajął się Orrin Keepnews.

## Lista utworów
Opracowano na podstawie materiału źródłowego.
Wydanie LP
Strona A
| Nr | Tytuł utworu             | Muzyka      | Długość |
| -- | ------------------------ | ----------- | ------- |
| 1. | „Ebony Queen”            | McCoy Tyner | 8:58    |
| 2. | „A Prayer for My Family” | Tyner       | 4:46    |
| 3. | „Valley of Life”         | Tyner       | 5:17    |
| 4. | „Rebirth”                | Tyner       | 5:18    |
|    |                          |             | 24:19   |

Strona B
| Nr | Tytuł utworu | Muzyka | Długość |
| -- | ------------ | ------ | ------- |
| 1. | „Sahara”     | Tyner  | 23:27   |
|    |              |        | 23:27   |

## Twórcy
Opracowano na podstawie materiału źródłowego.
Muzycy:
- McCoy Tyner – fortepian, koto (A3), instrumenty perkusyjne (B), flet (B)
- Sonny Fortune – saksofon altowy (A4), saksofon sopranowy (A1, B), flet (A3, B)
- Calvin Hill – kontrabas, instrumenty dęte stroikowe (A3, B), instrumenty perkusyjne (A3, B)
- Alphonse Mouzon – perkusja, trąbka (B), instrumenty dęte stroikowe (B), instrumenty perkusyjne (A3, B)

Produkcja:
- Orrin Keepnews – produkcja muzyczna
- Elvin Campbell – inżynieria dźwięku
- Ray Hagerty – mastering
- Ron Warwell – projekt okładki
- Clarence Eastmond – fotografia na okładce
- Bob Palmer – liner notes